# Mopsella studeri
Mopsella studeri is een zachte koraalsoort uit de familie Melithaeidae. De koraalsoort komt uit het geslacht Mopsella. Mopsella studeri werd in 1911 voor het eerst wetenschappelijk beschreven door Nutting. 